# Ульяненко Логвин Іванович
Логви́н Іва́нович Улья́ненко (? — 10 жовтня 1943) — український радянський державний діяч, народний комісар місцевої промисловості Української РСР. Член ЦК КП(б)У в травні 1940 — жовтні 1943 р.

## Біографія
Член ВКП(б) з 1928 року.
До липня 1938 року працював у Дніпропетровській області.
У липні 1938 — 10 жовтня 1943 року — народний комісар місцевої промисловості Української РСР.
Загинув 10 жовтня 1943 року під час виконання службових обов'язків. Похований 14 жовтня 1943 року в місті Харкові.